# Jan Brzeskot
Jan Brzeskot (ur. 16 czerwca 1873 w Łęce Wielkiej, zm. 9 kwietnia 1937 w Pieruszycach) – polski działacz związkowy i narodowy, redaktor naczelny „Polaka”, radny Rady Miejskiej w Katowicach (1919–1929), poseł na Sejm Śląski III kadencji.

## Życiorys
Urodził się 16 czerwca 1873 roku w Łęce Wielkiej w rodzinie rolnika Feliksa i Agnieszki z domu Biernaczyk. Po ukończeniu szkoły ludowej, w 1896 roku z przyczyn ekonomicznych wyemigrował do Westfalii i Nadrenii, gdzie pracował w górnictwie. Jeszcze w tym samym roku wstąpił do Związku Górników Chrześcijańskich (niem. Katholischer Bergarbeiter Verband). Wyróżniał się w pracy agitacyjnej, dlatego też związek skierował go w 1901 roku do szkoły społecznej w Mönchengladbach. Na emigracji rozpoczął działalność społeczno-narodową wśród tamtejszych Polaków – ukończenie szkoły społecznej w 1903 roku pozwoliło mu na podjęcie stanowiska urzędnika do spraw obrony prawnej w nowo powstałej organizacji polskiej robotników – w Zjednoczeniu Zawodowym Polskim.
Prześladowany przez władze niemieckie za działalność narodową i na skutek nieporozumień z kierownictwem Zjednoczenia Zawodowego Polskiego w 1905 roku przeniósł się na teren Królestwa Polskiego, gdzie w Łodzi prowadził działalność oświatowo-wychowawczą wśród robotników w ramach polskich związków zawodowych. Brał udział w zorganizowaniu 15 związków branżowych, z których najsilniejszy był związek włókienniczy zrzeszający w 1907 roku około 30 tys. członków. Z powodu tej działalności był siedmiokrotnie aresztowany przez carską służbę bezpieczeństwa. Został przez władze rosyjskie w 1908 roku zmuszony do emigracji – zakutego w kajdany przetransportowano go do Katowic, gdzie oddano w ręce niemieckiej policji.
W latach 1908–1914 mieszkał w Bogucicach (późniejsza część Katowic), gdzie aktywnie działał społecznie i zawodowo. W 1911 roku założył bogucickie gniazdo Towarzystwa Gimnastycznego „Sokół”, któremu przewodniczył w latach 1912–1919. W 1911 roku kandydował z ramienia Polskiego Towarzystwa Wyborczego do Reichstagu, a w 1913 roku był sekretarzem Polskiego Towarzystwa Wyborczego w wyborach do Rady Miejskiej w Katowicach.
W trakcie I wojny światowej został powołany do Armii Cesarstwa Niemieckiego. Po zwolnieniu go ze służby wrócił na Górny Śląsk i zaczął aktywną działalność w Zjednoczeniu Zawodowym Polskim. Od 1919 roku pracował w redakcji „Polaka”, zostając później jego redaktorem naczelnym. W wyborach komunalnych 9 listopada 1919 roku został wybrany do Rady Miejskiej w Katowicach, będąc jednym z ośmiu osób zrzeszonych w polskim kole radnych. W Radzie Miejskiej pełnił funkcję sekretarza. Radnym był do 1929 roku.
W trakcie plebiscytu pełnił funkcję przewodniczącego Polskiego Komisariatu Plebiscytowego na miasto Katowice. Brał także aktywny udział w trakcie II i III powstania śląskiego.
Po przyłączeniu części Górnego Śląska do Polski w 1922 roku poświęcił się głównie pracy w Zjednoczeniu Zawodowym Polskim. 1 lutego 1924 roku został prezesem Związku Pracowników Umysłowych Zjednoczenia Zawodowego Polskiego. Ponadto pracował jako członek rady Zjednoczenia Zawodowego Polskiego i zarządu Spółki Wydawniczej „Zjednoczenie”. Był także członkiem zarządu Katowickiego Okręgu Dzielnicy Śląskiej Towarzystwa Gimnastycznego „Sokół” w Polsce. W latach 1927–1929 był sekretarzem zarządu, a w latach 1933–1934 gospodarzem Dzielnicy Śląskiej Związku Towarzystw Gimnastycznych „Sokół” w Polsce.
W latach 1930–1935 pełnił funkcję posła na Sejm Śląski III kadencji, wybrany z ramienia antysanacyjnego Katolickiego Bloku Ludowego w okręgu nr 1 Cieszyn.
W 1935 roku mieszkał przy ulicy J. Kilińskiego 5 w Katowicach. 30 marca 1937 roku przeszedł na emeryturę.
Zmarł 9 kwietnia 1937 roku w Pieruszycach.